# Марсак, Кирилл Андреевич
Кирилл Андреевич Марсак (укр. Кирило Андрійович Марсак; род. 7 сентября 2004, Херсон, Украина) — украинский фигурист, выступающий в одиночном катании. Бронзовый призёр чемпионата Украины сезона 2021/22, участник чемпионата мира (2023) и чемпионата Европы (2023).

## Биография
Марсак родился в Херсоне, Украина. Вырос в Киеве. У Кирилл есть сестра, которая старше его на шесть лет. Начал заниматься фигурным катанием в 2009 году. В сезоне 2018/19 он впервые выступил на чемпионате Украины среди взрослых.
Большую часть сезона 2021/22 тренировался в Киеве под руководством Дмитрия Шкидченко. 24 февраля 2022 года, при начале российского вторжения в Украину, Марсаку было семнадцать лет и он проживал с семьёй в Киеве. Первое время он оставался в Украине. Но из-за того, что «не проходило и дня без взрывов», спустя три недели после начала полномасштабного вторжения, Кирилл вместе с сестрой эвакуировался в Польшу. В апреле 2022 года он стал тридцать третьим на юниорском чемпионате мира, который проходил в Эстонии.
Некоторое время он провёл в Латвии, а в июне 2022 года отправился в Финляндию на тренировочный сбор к Алине Майер-Виртанен. Федерация фигурного катания Украины попросила Майер-Виртанен и её мужа Валттера Виртанена помочь Марсаку подготовиться к новому сезону. В августе он начал тренироваться в клубе Peurunka Skating Academy в Лаукаа, который принадлежит супругам Виртанен. Дмитрий Шкидченко остался в Украине и продолжил консультировать Кирилла через Viber.
В сентябре 2022 года занял девятое место на юниорском Гран-при Латвии. Его дебют на взрослом международном уровне состоялся на Finlandia Trophy 2022. Первые медали взрослых международных турниров он завоевал в ноябре, привезя бронзовые награды с Volvo Open Cup и Tallinn Trophy. В январе 2023 года он заменил травмированного Ивана Шмуратко в составе сборной на чемпионате Европы. Марсак занял семнадцатое место в короткой программе, тем самым прошёл в финальный сегмент — произвольную программу. По результату произвольной он стал двадцать вторым, а по сумме дух выступлений финишировал двадцать первым.
На чемпионате мира 2023 года сборную Украины также представлял Марсак. В отличие от Евро попасть в финал, куда проходят двадцать четыре участника, по итогам короткой программы ему не удалось. Он выступил в одной из первых групп фигуристов, выполнил прокат без падений и грубых ошибок, и до последнего претендовал на попадание в финал. Но в итоге остановился в шаге от него, занял двадцать пятое место, став первым «непроходным» фигуристом. От финала его отделили всего 1,5 балла.

## Программы
| Сезон   | Короткая программа                    | Произвольная программа                                                                                        |
| ------- | ------------------------------------- | --- |
| 2022/23 | - «Pale Yellow» Woodkid               | - «Звёздные войны» Джон Уильямс, Сэмюэл Ким - «The Imperial March (Anakin's Suffering)» - «Duel of the Fates» |
| 2021/22 | - «Runaway» The Overtones, Дел Шеннон | - «Флэш»: Главная тема Бадер Нана                                                                             |

## Результаты
| Соревнования                | 18/19         | 19/20         | 20/21         | 21/22         | 22/23         |
| Международные               | Международные | Международные | Международные | Международные | Международные |
| --------------------------- | ------------- | ------------- | ------------- | ------------- | ------------- |
| Чемпионат мира              |               |               |               |               | 25            |
| Чемпионат Европы            |               |               |               |               | 21            |
| Finlandia Trophy            |               |               |               |               | 18            |
| Warsaw Cup                  |               |               |               |               | 18            |
| Tallinn Trophy              |               |               |               |               | 3             |
| Bavarian Open               |               |               |               |               | 3             |
| Volvo Open Cup              |               |               |               |               | 3             |
| Международные среди юниоров |               |               |               |               |               |
| Чемпионат мира              |               |               |               | 33            | 15            |
| Гран-при Латвии             |               |               |               |               | 9             |
| Latvia Trophy               |               |               |               |               | 1             |
| ЕЮОФ                        |               |               |               | 15            |               |
| Jegvirag Cup                |               |               |               | 3             |               |
| Petrenko Cup                |               |               |               | 4             |               |
| Toruń Cup                   | 17            |               |               |               |               |
| Национальные                |               |               |               |               |               |
| Чемпионат Украины           | 8             | 6             | 5             | 3             |               |